# Oxyfidonia monoderctes
Oxyfidonia monoderctes là một loài bướm đêm trong họ Geometridae.